# Stadion im. Dana Păltinișanu
Stadion im. Dana Păltinișanu (rum. Stadionul Dan Păltinișanu) – jest trzygwiazdkowym stadionem w mieście Timișoara.
Obiekt został zbudowany w 1960 r., jednak w ostatnim czasie przeszedł renowacje. Rozgrywa na nim swoje mecze Politehnica Timișoara. Stadion ma 32 tys. miejsc siedzących oraz oświetlenie o mocy 1465 lx. Jest to drugi pod względem wielkości stadion w Rumunii. Patronem stadionu jest Dan Păltinișan (1951–1995), piłkarz, występujący na pozycji obrońcy, był wychowankiem (urodził się w Timișoarze) i przez dziesięć lat zawodnikiem Politehniki. 
Okazjonalnie rozgrywane są na nim mecze rugby union.